# Косіни-Бартосове
Косіни-Бартосове (пол. Kosiny Bartosowe) — село в Польщі, у гміні Вішнево Млавського повіту Мазовецького воєводства.
Населення — 199 осіб (2011).
У 1975-1998 роках село належало до Цехановського воєводства.

## Демографія
Демографічна структура станом на 31 березня 2011 року:
|          | Загалом | Допрацездатний вік | Працездатний вік | Постпрацездатний вік |
| -------- | ------- | ------------------ | ---------------- | -------------------- |
| Чоловіки | 101     | 20                 | 72               | 9                    |
| Жінки    | 98      | 14                 | 55               | 29                   |
| Разом    | 199     | 34                 | 127              | 38                   |